# Секбан
Секбаните (от фарси: segban) са наемници, нередовна войска, в Османската империя, и в частност в Анадола.
Секбаните, както и влашките сеймени, били всичките тюфекчии (букв. въоръжени с пушки). През XVII век огнестрелното оръжие станало достъпно и масово навлязло на въоръжение. В еничарския корпус било сформирано специално поделение от сегбанли сеймен, които били кучкари на османския султан, като част от гвардията му. 
В края на XVI век за персийско-османската война (1578 – 1590) били набрани огромно количество секбани, така че станали и в последвалите два конфликта (Персийско-османска война (1603 – 1618) и Персийско-османска война (1623 – 1639)) най-многобройният компонент на османската имперска армия. Използването на тези войски в крайна сметка води до тежки последици: след края на военните действия, както и във войната срещу Персия през 1590 г. и във войната срещу Австрия през 1606 г., голям брой секбани остават без работа или средства за препитание. В резултат на това много от тези войници се обръщат в разбойници, вдигат въстания джеляли, и разграбват голяма част от Анадола между 1596 и 1610 г.
Съперничеството между еничарите и секбаните в крайна сметка води до сблъсък. След загубата на еничарите на румелийския фронт в битката при Мохач (1687), секбаните тръгват за Истанбул през 1687 г., за да свалят от власт султан Мехмед IV. Последният назначава Йеген Осман ага (арменец по произход и бивш секбански ага) – за еничарски ага, но не успява да се задържи на власт.
Султан Сюлейман II, продължавайки политиката на своя предшественик, прави Йеген Осман ага румелийски бейлербей, но последният се надява да е велик везир. В крайна сметка след размириците и намесата на армията на кримския хан срещу въстаниците на Карпош и австрийците опожарили Скопие, секбаните са разбити и изгонени от Румелия, а Йеген Осман ага е екзекутиран. Начело на империята като велик везир е издигнат Фазъл Мустафа паша. Секбаните са прогонени от Румелия, но в Анадола бунтовете им продължават и през XVIII век.